# Dallas Tornado 1968
Questa pagina raccoglie i dati riguardanti il Dallas Tornado nelle competizioni ufficiali della stagione 1968.

## Stagione
Al termine della stagione 1967 lo jugoslavo-canadese Bob Kap riesce ad ottenere l'incarico di all'allenatore del Dallas Tornado millantando con il proprietario del club, Lamar Hunt, le precedenti non confermate esperienze lavorative europee e canadesi. Kap guidò il club texano nel tour mondiale, con tappe in Africa, Europa, Asia e Oceania, organizzato da egli stesso tra la fine del 1967 e l'inizio del 1968: Mike Renshaw, che fu giocatore ed allenatore dei Tornado, scoprì qualche anno dopo che Kap aveva inviato alla dirigenza texana falsi resoconti delle partite, nascondendone le sconfitte. Selezionò per i Tornado praticamente solo giocatori dilettanti e molto giovani, pensando di poterli plasmare secondo il suo stile di gioco, ovvero impostato al gioco a palla a terra, che non cambiò neanche quando fu palese che non ne aveva gli interpreti adatti, mentre il modulo preferito era il 4-3-3.
Kap venne sollevato dall'incarico nel corso della stagione a causa dei pessimi risultati ottenuti e venne sostituito da Keith Spurgeon, anche perché la squadra era giunta all'inizio del campionato stremata sia fisicamente che mentalmente a causa del lungo ed impegnativo tour. Spurgeon non riuscì a risollevare le sorti della squadra, che chiuse il torneo al quarto ed ultimo posto della Gulf Division, con sole due vittorie e quattro pareggi ottenuti a fronte di ben 26 sconfitte, con una pessima differenza reti di 28 gol fatti contro i 109 subiti.

## Organigramma societario
Area direttiva
- Presidente: Lamar Hunt
- Direttore esecutivo: Paul Waters
- Responsabile pubbliche relazioni: Gene Wilson

Area tecnica
- Allenatore: Bob Kap, poi Keith Spurgeon

## Rosa
| N. |                        | Ruolo | Calciatore          |
| -- | ---------------------- | ----- | ------------------- |
| 1  | Inghilterra (bandiera) | P     | Terry Adlington     |
| 1  | Norvegia (bandiera)    | P     | Odd Ivar Lindberg   |
| 2  | Inghilterra (bandiera) | D     | John Stewart        |
| 3  | Inghilterra (bandiera) | C     | Bobby Roach         |
| 4  | Inghilterra (bandiera) | D     | Edward Hall         |
| 5  | Norvegia (bandiera)    | C     | Anders Fægri        |
| 6  | Inghilterra (bandiera) | C     | Dave Moorcroft      |
| 7  | Inghilterra (bandiera) | D     | Brian Harvey        |
| 8  | Inghilterra (bandiera) | A     | Ron Newman          |
| 8  | Paesi Bassi (bandiera) | A     | Alphonsius Stoffels |
| 9  | Paesi Bassi (bandiera) | A     | Chris Bachofner     |
| 10 | Svezia (bandiera)      | A     | Christer Tonning    |
| 11 | Inghilterra (bandiera) | A     | Mike Renshaw        |
| 12 | Norvegia (bandiera)    | A     | Per Larsen          |
| 13 | Turchia (bandiera)     | D     | Volkan Dagdeviren   |
| 13 | Stati Uniti (bandiera) | A     | Jay Moore           |
| 14 | Svezia (bandiera)      | A     | Jan Book            |
| 14 | Stati Uniti (bandiera) | A     | Miroslav Stastny    |

| N. |                           | Ruolo | Calciatore        |
| -- | ------------------------- | ----- | ----------------- |
| 15 | Inghilterra (bandiera)    | D     | William Crosbie   |
| 15 | Spagna (bandiera)         | A     | Branko Kubala     |
| 16 | Norvegia (bandiera)       | P     | Hans Petter Enger |
| 16 | Spagna (bandiera)         | P     | Ricardo Ordoñez   |
| 17 | Inghilterra (bandiera)    | C     | Ron Foster        |
| 17 | Canada (bandiera)         | A     | Jim Killy         |
| 18 | Ungheria (bandiera)       | C     | Luis Serge        |
| 19 | Turchia (bandiera)        | P     | Mustafa Sabankaya |
| 20 | Turchia (bandiera)        | C     | Gediz Göl         |
| 21 | Paesi Bassi (bandiera)    | A     | Cees de Wolf      |
| 21 | Argentina (bandiera)      | D     | Rubén Iglesias    |
| 22 | Argentina (bandiera)      | D     | Luis Silvero      |
| 23 | Argentina (bandiera)      | C     | Carlos Grassini   |
| 24 | Austria (bandiera)        | D     | Alexander Bandl   |
| 25 | Jugoslavia (bandiera)     | A     | Vladimir Pavkovic |
| 25 | Polonia (bandiera)        | D     | Joachim Pierzyna  |
|    | Malta (bandiera)          | C     | Charles Williams  |
|    | non conosciuta (bandiera) |       | Willie Roshic     |